# Hemerobius productus
Hemerobius productus är en insektsart som först beskrevs av Bo Tjeder 1961.  Hemerobius productus ingår i släktet Hemerobius och familjen florsländor. Inga underarter finns listade i Catalogue of Life.